# Шалгович, Вильям
Вильям Шалгович (словац. Viliam Šalgovič; 19 декабря 1919, Ружиндол, Трнавский край — 6 февраля 1990, Братислава) — чехословацкий и словацкий политик, офицер военной спецслужбы, с 1971 — генерал-майор. Придерживался ортодоксально-сталинистской позиции, участвовал в политических репрессиях. В июне—августе 1968 — заместитель министра внутренних дел ЧССР, куратор Службы госбезопасности ЧССР. Сыграл видную роль в подавлении Пражской весны, активно содействовал вторжению Варшавского договора в Чехословакию. Член ЦК КПЧ, председатель Словацкого национального совета в 1975—1989. Покончил с собой после Бархатной революции.

## Молодость и война
Родился в словацкой деревенской семье. Работал в типографии печатником. Во время Второй мировой войны служил в армии пронацистского Словацкого государства. В 1943 перешёл на сторону советских войск.
Окончив военное училище в СССР, Вильям Шалгович поступил на службу в 1-й Чехословацкий армейский корпус. Занимал должность офицера инструктора. Предполагается, что одновременно Шалгович был завербован как информатор органами НКВД и с тех пор являлся агентом советских спецслужб.

## Офицер госбезопасности
После войны Вильям Шалгович вступил в правящую Коммунистическую партию Чехословакии (КПЧ). В 1950—1962 являлся членом ЦК КПЧ. Отличался ортодоксально-сталинистскими взглядами. Служил в органах военной разведки и контрразведки под руководством генерала Бедржиха Рейцина. Участвовал в политических репрессиях. Сохранил позиции после 1951, несмотря на арест Рейцина и его казнь вместе с Рудольфом Сланским.
На выборах 1946 Вильям Шалгович был избран в Словацкий национальный совет (СНС), на выборах 1948 — в Национальное собрание Чехословацкий Республики. Вновь был избран в СНС в 1962.

## В подавлении Пражской весны
В силу сталинистских взглядов, Вильям Шалгович был противником Пражской весны. В то же время, он считался личным другом нового первого секретаря ЦК КПЧ Александра Дубчека (также словака по национальности). 21 июня 1968 полковник Шалгович был назначен заместителем министра внутренних дел ЧССР. Курировал органы госбезопасности ЧССР — StB. Дубчек рассчитывал, что консервативная и просоветская позиция Шалговича создаст определённую «страховку» в отношениях с СССР.
Глава МВД Йозеф Павел проводил курс либерализации в духе установок Дубчека. Его заместитель Вильям Шалгович воздерживался от публичных выступлений, но активно готовил переворот, иностранное вторжение, отстранение партийно-государственного руководства и коренное изменение политики. Под его руководством были сформулированы оперативные планы нейтрализации реформаторов и перехвата управления. Свои действия Шалгович координировал с КГБ СССР. Оплотом контрреформаторских сил ЧССР являлась StB, которую Шалгович курировал в должности замминистра.
Утром 21 августа 1968 началось вторжение в Чехословакию войск Организации Варшавского договора. Агенты StB и КГБ арестовали Александра Дубчека, Олдржиха Черника, Йозефа Смрковского, Франтишека Кригеля, Йозефа Шпачека, Богумила Шимона и передали советским военным властям для отправки в Москву. Под руководством Шалговича составлялись арестные списки, в которые был внесён, в частности, Иван Свитак.

В августовские дни 1968 Вильям Шалгович стал для всей нации ненавистным коллаборантом. Его назвали предателем.

Шалгович фактически взял на себя руководство МВД и Корпусом национальной безопасности (госбезопасность и полиция). Он и его аппарат сыграли важную роль в оперативном обеспечении оккупации Чехословакии. Также Шалгович оказал воздействие на министра обороны ЧССР Мартина Дзура, убедив его отказаться от сопротивления и отдать соответствующий приказ чехословацкой армии.

## Функционер «нормализации»
Новое партийно-государственное руководство во главе с Густавом Гусаком относилось к Шалговичу с откровенным опасением.

Гусак помнил, чем обернулось для Дубчека дружелюбие к Шалговичу. И решил такой наивности не повторять.

Со своей стороны, Шалгович был недоволен «отсутствием серьёзных наказаний ревизионистам». В итоге, вместо ожидаемого повышения Шалгович был отправлен военным атташе в Румынию, затем в Венгрию. В чехословацкую политическую иерархию он был возвращён только в середине 1970-х.
При режиме «нормализации» Вильям Шалгович являлся членом ЦК КПЧ, членом Президиума ЦК Компартии Словакии, несколько раз избирался депутатом Национального собрания ЧССР. В 1975 Шалгович стал председателем Словацкого национального совета. Руководил Обществом советско-чехословацкой дружбы. Однако его должности носили в основном церемониальный характер. Он более не имел отношения к силовым структурам и не участвовал в принятии серьёзных политических решений.
Чехословацкая общественность воспринимала Вильяма Шалговича с негодованием и презрением. В определённой степени это восприятие разделяли и представители власти. На первомайской демонстрации 1987 в Братиславе студент Владимир Червень бросил два яйца в стоявшего на трибуне Шалговича. Премьер-министр Словакии Петер Колотка поспешил дистанцироваться от председателя СНС. Шалгович вынужден был покинуть трибуну и передать пиджак телохранителям для чистки. Он пытался подвергнуть Червеня уголовному преследованию (особо указав, что студент «прогуливает лекции, слушает западное радио и смотрит фильмы о терроризме»), но не нашёл понимания в правоохранительных органах.
С 1971 Шалгович имел воинское звание генерал-майора. Был награждён рядом орденов и медалей.

## Революция и смерть
Бархатная революция означала крах политической карьеры Вильяма Шалговича. 30 ноября 1989 он подал в отставку с поста председателя СНС. Преемником стал Рудольф Шустер, будущий президент Словакии.
Развитие событий явно грозило Шалговичу судебным преследованием. 6 февраля 1990 Вильям Шалгович покончил с собой в подвале собственного дома.